# 達利奇和西諾伍德 (英國國會選區)

選區在大倫敦的位置

達利奇和西諾伍德（英語：Dulwich and West Norwood），英國國會一自治市選區，包括大倫敦東南部蘭貝斯區的五個地方選區和南華克區南部的三個地方選區。
始設於1997年。本區當區議員一直為工黨的蔣黛思。她在2010年大選中，以46.6%選票勝出連任。